# Maritiem Informatiekruispunt
Het Maritiem Informatiekruispunt of MIK staat in voor de Belgische kustwacht. Het centrum is gelegen te Zeebrugge. Haar taak bestaat erin om na te gaan of alle wetten op zee worden nageleefd.
De douane werkt er nauw samen met de scheepvaartpolitie en Defensie. Deze hebben elk hun specifieke verantwoordelijkheden en taken. Men heeft deze 3 instanties hierin ondergebracht met het oog op uitwisseling van informatie en expertise.
Het MIK staat in contact met het MRCC of Maritiem Reddings- en Coördinatiecentrum in Oostende. Het MRCC staat in voor de veiligheid op zee en reddingsoperaties, daarentegen staat het MIK in voor de beveiliging van de territoriale wateren. Samen vormen zij de kustwachtcentrale.

## Ontstaan
Het MIK is ontstaan als antwoord op de internationale veiligheidsvraag na de aanslagen op 11 september op de Twin Towers in New York. In de nasleep van deze gebeurtenis voelde de internationale gemeenschap zich genoodzaakt de beveiliging op zee (Maritime Security) te verhogen en terrorisme tegen te gaan. Dit resulteerde onder andere in de ontwikkeling van de ISPS-code die zich toelegt op de beveiliging van schepen en havens.
Hiermee wordt de link gemaakt naar rechtshandhaving. Op open zee kunnen verschillende marines controlerende taken uitvoeren, meestal in internationaal verband (bijvoorbeeld Operatie Atalanta, Operatie Triton). Eenmaal binnen de exclusieve economische zone is het de taak van de staat om dit te doen. Voor België is dit in de eerste plaats de scheepvaartpolitie en douane en in beperkte mate de Marine. Deze instanties werden gegroepeerd in het MIK na het verschijnen van het koninklijk besluit in 2009.

## Taken
Het MIK gaat na of er pollutie plaatsvindt voor de Belgische kust. Zodra het MIK vervuiling waarneemt in zee wordt deze informatie doorgegeven aan het Directoraat Leefmilieu van de federale overheidsdienst Volksgezondheid.
Het centrum stelt materiaal en personeel ter beschikking in geval van een ramp of een noodsituatie. Voor deze specifieke taak staat het MIK rechtstreeks in contact met het MRCC in Oostende, dat de reddingsoperatie leidt.
Het MIK verzamelt permanent scheepsgerelateerde informatie zoals hun positie, bestemming en activiteit. Aan de hand van deze informatie kan men sneller illegale en/ of verdachte handelingen opsporen.
Andere taken van het MIK zijn: controle op mens- en drugssmokkel, net als controle op verboden visserspraktijken. Het MIK en het MRCC treden samen ook preventief op om ongevallen op zee te voorkomen.

## Materiaal
Het MIK beschikt zelf niet over het materieel om haar taken uit te voeren. Hiervoor doet het beroep op haar verschillende partners.

### Defensie
Marine stelt een aantal van haar schepen ter beschikking in geval van noodsituaties.Tot 2015 stelde de Marine hiervoor 2 hulpschepen: de ter beschikking: A950 Valcke en de A996 Albatros, deze zijn nu buiten dienst gesteld. Vandaag zijn er twee patrouillevaartuigen ter beschikking voor de uitvoering van deze taken: de P901 Castor en de P902 Pollux. Beiden Ready Duty Ships. 
In 2008 tekende Defensie en de FOD Volksgezondheid een akkoord om onbemande luchtvaartuigen in te zetten voor toezicht op vervuiling van de Noordzee. In 2010 werd voor de eerste keer dit akkoord toegepast. Het 80  Unmanned Aerial Vehicle Squadron (80 UAV Sqn) levert deze steun . De toestellen worden bediend vanuit de luchtmachtbasis van Koksijde en een analist is aanwezig op het MIK voor  een analyse van de beelden voor FOD Volksgezondheid . Het Maritiem Informatiekruispunt staat hiervoor in contact met de luchtmachtbasis te Koksijde van waaruit deze toestellen worden bediend.

### Andere
Het MIK kan tevens beroep doen op reddingsvaartuigen van DAB Vloot, VBZR en Ship Support. Met behulp van radarbeelden en satellieten worden illegale lozingen opgespoord.

## Toekomst
Naar de toekomst toe wensen de 3 partners van het MIK nauwer samen te werken alsook herbekijken hoe de hulpverlening en coördinatie efficiënter kan. Men wenst het gebruik van de UAV uit te breiden.